# NRLA

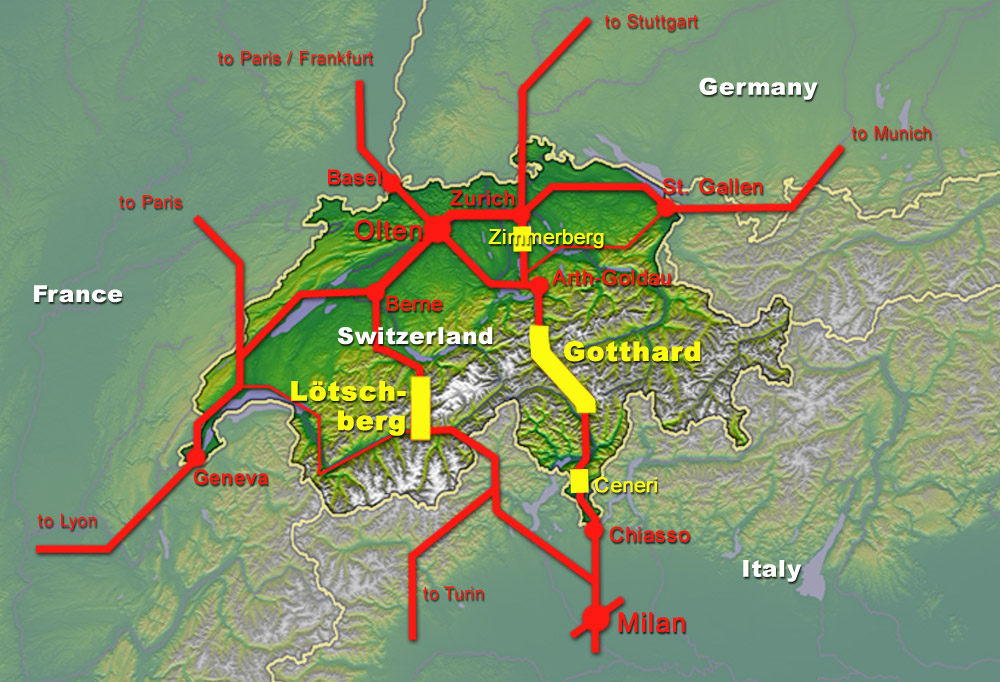
NRLA 프로젝트는 중앙유럽 철도망의 중심축이다.

알프스 통과 신규 철도 연결(New Railway Link through the Alps, 약칭 LRLA)은 더 빠른 남북을 위한 스위스의 스위스 알프스를 가로지르는 철도 건설 프로젝트이다. 여기에는 57km 고트하르트 베이스 터널과 35km 뢰치베르크 베이스 터널인 기존 정상 터널 수백 미터 아래에 두 개의 베이스 터널이 포함된다.스위스 연방 철도의 자회사인 알프트랜짓 고트하르트 AG와 BLS AG의 자회사인 BLS 알프트랜짓 AG(현재 BLS Netz AG)가 이 프로젝트를 위해 설립되어 터널을 건설했다.
프로젝트의 총 예상 비용은 1998년 시작 당시 121억 8900만 스위스 프랑이었다. 2015년 12월, 최종 비용은 CHF 179억이 될 것으로 예상되었다. 1998년 고트하르트 베이스 터널의 예상 총 비용은 CHF 63억 2300만이었다. 2015년 12월, 최종 비용은 CHF 95억 6000만으로 예상되었다. 2016년 6월 1일에 완공하여, 같은 해 12월 11일에 개통하였다. 15km의 체네리 베이스 터널은 2020년 9월 3일에 개통되어 2020년 12월에 완전히 가동되었으며, 고트하르트 베이스 터널의 중요한 지류이다. 뢰치베르크 베이스 터널의 두 번째 튜브 완공 작업은 2028년 말 목표로 개통하기 위해 2021/2022년에 시작될 것으로 예상된다.

## 정치적 배경

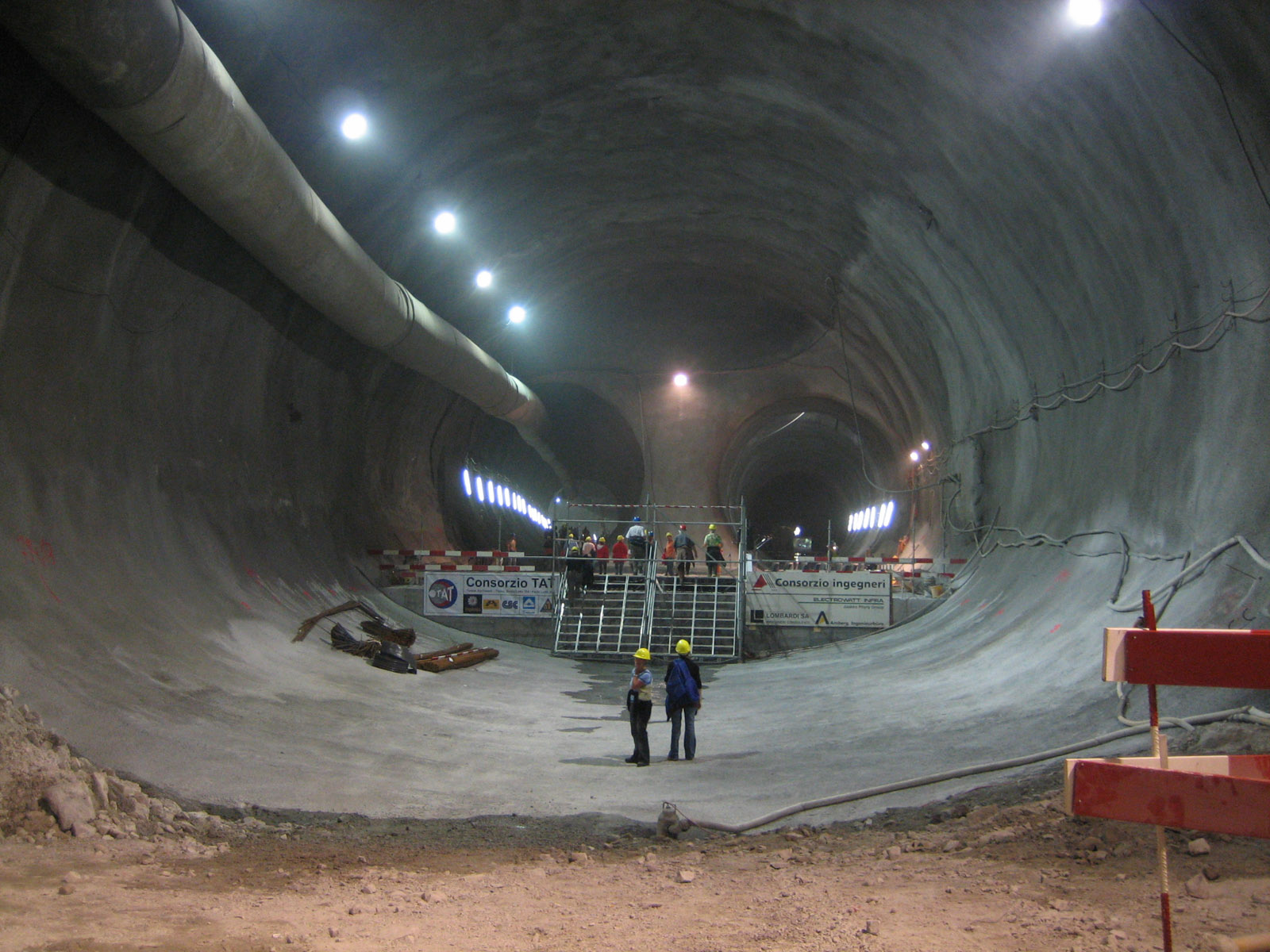
2006년 고트하르트 베이스 터널 내의 분기점

1980년대 후반과 1990년대 초반 유럽 경제 공동체 (EU의 전신)와의 협상에서 스위스는 고산 횡단 트럭 통행을 제한할 것을 요구했다. EEC가 거부하자 스위스 협상팀은 3.5톤 이상의 모든 트럭에 대해 화물 차량에 대한 km 기반 세금인 중량 차량 요금(HVF)을 제안하였고, 각종 수송 기관을 통합한 복합화물 운송을 위해 알프스를 통과하는 고속철도 연결을 제안했다.
스위스 유권자들은 1992년 9월 27일 의무적인 국민투표에서 철도 연결을 승인했다. EU는 2000년에 스위스의 제안을 수락했지만, 트럭에 대한 기존 28톤 중량 제한을 48톤으로 올릴 것을 요청했다. 당사자들은 결국 40톤 무게 제한에 대해 타협했다. 유럽연합(EU)과 양자 육상운송협정(Land Transport Agreement)을 체결하여 HGV에 대한 km 기반 세금(HVF; 독일어 : LSVA, 프랑스어 : RPLP, 이탈리아어 : TTPCP) 인상에 동의했다. NRLA가 완료되었을 때 1.6ct/tkm에서 1.8ct/tkm로. 조건은 2007년 뢰치베르크 베이스 터널의 첫 번째 트랙이 완성되었을 때 충족된 것으로 간주되었다.
다른 관련 스위스 법률에는 알프스에 도로 건설을 금지하고 가능한 한 많은 고산 횡단 상품을 도로보다 철도로 운송하도록 장려하는 1994년 알프스 이니셔티브와 이상적인 최대 트럭 수를 설정하는 1998년 교통 운송법이 포함된다. 알프스를 횡단하는 도로. 이 목표를 달성하려면 완전한 기능을 갖춘 NRLA 철도 링크가 필요하다.
NRLA의 원래 계획은 하나의 주 기지 터널만 건설하는 것이었지만, 지역 분쟁으로 인해 두 옵션 중 하나를 선택할 수 없었고 전체 프로젝트가 위태로워졌다. 따라서 스위스 연방 위원회는 1995년에 두 개의 기본 터널(고트하르트 및 뢰치베르크)을 동시에 건설하기로 결정했다.
1998년에 NRLA 프로젝트의 총 예상 비용은 CHF 121억 8900만이었다. 2015년 12월에 최종 비용은 CHF 179억으로 예상되었다. 1998년 중앙에 위치한 고트하르트 베이스 터널의 예상 비용은 63억 2300만 스위스 프랑이었다. 2015년 12월에 터널 비용은 약 CHF 95억 6000만이었다. 뢰치베르크 축의 1998년 비용은 32억 1400만 스위스 프랑으로 추산되었다. 2015년 12월에는 CHF 42억 3700만로 추산되었다.
스위스 유권자들은 1992년 9월 27일 NRLA 프로젝트를 63.6%의 지지로 승인했다.
2년 후인 1994년 2월 20일, 스위스 대중은 예상치 못했지만, 소수의 민간 시민에 의해 시작된 연방 대중 계획인 알프스 보호 계획을 51.9% 지지로 수락했다. 이는 연방 평의회나 양원 모두 이 계획을 승인하지 않았으며, 대중에게 반대 제안을 제공하는 것을 고려조차 하지 않았다.
1998년 11월 19일 4개의 주요 대중교통 프로젝트(독일어: FinöV-Fonds, 프랑스어: Fonds FTP, 이탈리아어: Fondo FTP)를 위한 기금 조성에 대한 또 다른 필수 국민투표가 1998년 11월 19일에 실시되었으며, 한시적으로 300억 CHF의 자금이 지원되었다. NRLA는 136억을 받게 된다. 또 다른 주요 프로젝트는 철도 현대화에 관한 〈철도 2000〉 프로젝트였다. 연방 의회의 요청은 63.5%의 지지로 승인되었다. 기금은 주로 앞서 언급한 중량물 차량(HVF)에 대한 킬로미터 기반 세금과 휘발유에 대한 세금으로 보충된다. 원래 도로 건설, 부가가치세 수입의 작은 부분, 스위스 연방의 일반 예산 자금을 위한 것이었다.
40톤 제한과 HVF의 시행을 포함하는 EU와의 양자 협정은 반대 정당이 시작한 연방 선택적 국민투표에서 67.2%의 지지를 받아 2000년 5월 21일 스위스 국민에 의해 마침내 수락되었다.

## 고트하르트 축

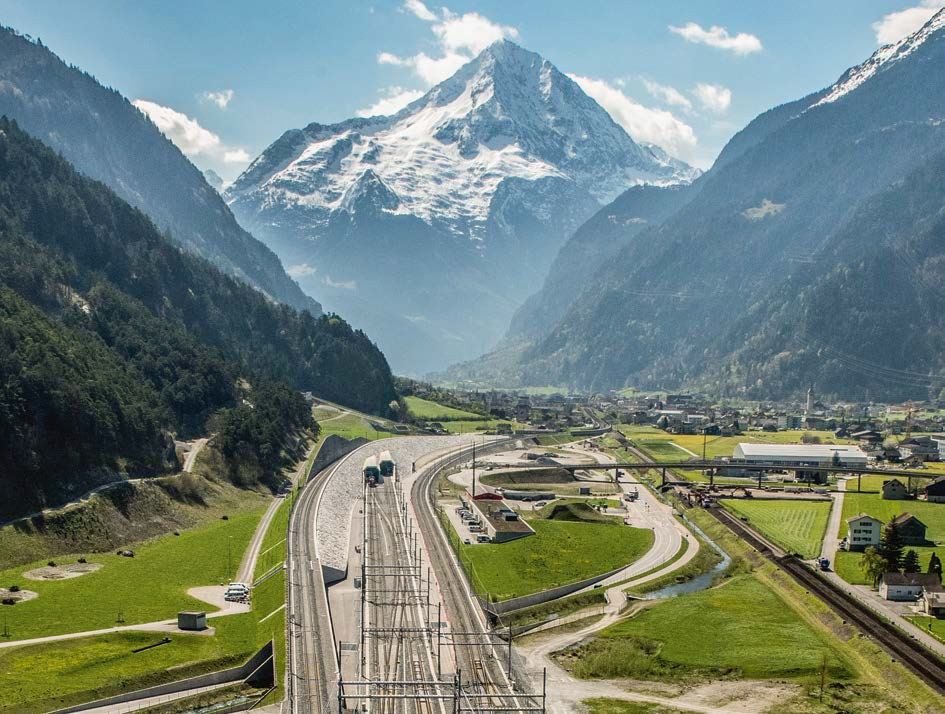
세기의 프로젝트라고 불렸던 고트하르트 베이스 터널은 알프스 산맥을 관통하는 최초의 평지 기저부(base) 터널이다.

고트하르트 축은 GBT(고트하르트 베이스 터널), 부분적으로 운영되는 치머베르크 베이스 터널, CBT(체네리 베이스 터널) 및 표면 연결로 구성된다. 알프트랜짓 고트하르트의 스위스 연방 정부 계약에 따라 건설되고 있다. 축은 해발 550m의 최대 고도를 가진 최초의 평평한 트랜스 알파인 레일 링크이다.
이를 통해 최고 속도 250km/h로 알프스를 통과하는 고속 링크가 가능해지며 취리히와 밀라노 간의 이동 시간이 이전 4시간에서 현재 3시간 30분으로 단축된다.
57.1km 길이의 고트하르트 베이스 터널은 1881년 완공된 원래의 15km 길이의 고트하르트 터널과 마찬가지로 세계에서 가장 길고 깊은 교통 터널이다. 178개의 교차 연결로 연결된 2개의 단일 트랙 터널. 각 터널에는 두 개의 비상 스테이션이 있으며, 각각 해당하는 반대쪽 터널 비상 스테이션에 연결되어 있다. 이 역에는 소방관과 구조 열차에 물을 보충할 수 있는 물 공급 장치가 갖춰져 있다. 하나(포르타 알피나)는 800m 깊이의 철도역으로 제안되었으나, 경제적, 기술적 측면에서 모두 거부되었다. 완성된 터널은 2016년 5월 31일 알프트랜짓 고트하르트에 의해 스위스 정부에 양도되었다. 이 터널은 다음날 공식적으로 개통되었으며, 이 기간 동안 터널은 운영자인 스위스 연방 철도에 전달되었다.

## 뢰치베르크 축
BLS 알프 트랜짓에서 베른 알프스의 뢰치베르크 베이스 터널(LBT)이 있는 뢰치베르크 축을 건설했다. 바젤, 올텐, 베른, 브리크, 도모도솔라 및 밀라노를 경유하는 서부 교통 네트워크를 지원한다. 터널은 대부분의 교통량을 기존의 1913년 고지대 14.6km 뢰치베르크 터널을 대체한다. 34.6km 길이의 기본 터널이 2007년 12월 7일에 개통되었다. NRLA의 첫 번째 부분이 전달되었지만, 부분적으로만 완료되었다. NRLA 비용 초과로 인해 축에 대한 자금이 고트하르트 베이스 터널로 전용되었다. 터널의 2개 구멍 중 1개만 완성되었으며, 철도용으로 완벽하게 갖춰져 있다. 다른 구멍의 14km가 완성되었다. 14km는 뚫렸지만, 장비가 갖추어져 있지 않았으며, 7km는 뚫리지 않았다. 고속 스위치를 사용하면 완성된 세 번째 트랙을 통과 트랙으로 사용할 수 있지만, 통과 루프가 없는 21km의 단일 트랙은 운영을 복잡하게 만들고 라인 용량을 크게 줄이다. 기차는 각 방향으로 배치로 계획되고 긴 간격으로 분리된다. 7분 이상 지연된 열차는 기존 노선을 통해 운행된다. 또는 터널에서 자신의 방향으로 사용 가능한 다음 시간표 슬롯을 기다려야 하므로 추가 지연이 발생한다. 2016년에 10억 스위스 프랑이 들 것으로 추정되는 LBT의 두 번째 트랙 완성을 위한 계획 계약이 체결되었다. 2019년 봄에 그 결과가 제시되었고, 2021/2022년에 착공해 2028년 말에 완공될 예정이다.
뢰치베르크 축의 두 번째 부분은 1905년에 20km 길이의 단일 트랙 베이스 터널로 완성되었으며 1921년에 두 번째 구멍으로 보강된 심플론 터널이다. 이 터널은 발레 상부와 이탈리아 북부의 피에몬테주를 연결한다.

## 같이 보기
- 스위스의 철도